# 손자대전
《손자대전》(중국어 간체자: 孙子大传, 정체자: 孫子大傳, 병음: Sūn zi dà zhuàn 쑨쯔다좐[*])은 중국의 텔레비전 드라마.

## 등장 인물
- 장풍의(张丰毅) : 손무(孫武) 역
- 징톈(景甜) : 의나(漪羅) 역
- 전옥(郑玉) : 오자서(伍子胥) 역
- 이자웅(李子雄) : 부개(夫概) 역
- 왕열(王烈) : 부차(夫差) 역
- 유융(尤勇) : 합려(闔閭) 역